# Australian Men's Hardcourt Championships 1997 - Qualificazioni doppio
Le qualificazioni del doppio  dell'Australian Men's Hardcourt Championships 1997 sono state un torneo di tennis preliminare per accedere alla fase finale della manifestazione. I vincitori dell'ultimo turno sono entrati di diritto nel tabellone principale. In caso di ritiro di uno o più giocatori aventi diritto a questi sono subentrati i lucky loser, ossia i giocatori che hanno perso nell'ultimo turno ma che avevano una classifica più alta rispetto agli altri partecipanti che avevano comunque perso nel turno finale.
Le qualificazioni del doppio del torneo Australian Men's Hardcourt Championships 1997 prevedevano 4 coppie partecipanti di cui una è entrata nel tabellone principale.

## Teste di serie
1. Andrew Kratzmann /  Michael Tebbutt (primo turno)

1. Neil Broad /  Gary Muller (Qualificati)

## Qualificati
1. Neil Broad  /   Gary Muller

## Tabellone

### Legenda
| - Q = Qualificato - WC = Wild card - LL = Lucky loser | - ALT = Alternate - SE = Special Exempt - PR = Protected Ranking | - w/o = Walkover - r = Ritirato - d = Squalificato |

|  | Primo turno | Primo turno                                | Primo turno | Primo turno | Primo turno |  |  | Ultimo turno | Ultimo turno                               | Ultimo turno | Ultimo turno | Ultimo turno |  |
|  |             |                                            |             |             |             |  |  |              |                                            |              |              |              |  |
|  |             | Jean-Philippe Fleurian Marc-Kevin Goellner | 6           | 4           | 6           |  |  |              |                                            |              |              |              |  |
|  | 1           | Andrew Kratzmann Michael Tebbutt           | 4           | 6           | 2           |  |  |              | Jean-Philippe Fleurian Marc-Kevin Goellner | 3            | 7            | 4            |  |
|  | 2           | Neil Broad Gary Muller                     | 2           | 6           | 6           |  |  | 2            | Neil Broad Gary Muller                     | 6            | 6            | 6            |  |
|  |             | Ben Ellwood Peter Tramacchi                | 6           | 3           | 2           |  |  |              |                                            |              |              |              |  |